# Demonax perdubius
Demonax perdubius är en skalbaggsart som beskrevs av Holzschuh 1993. Demonax perdubius ingår i släktet Demonax och familjen långhorningar. Inga underarter finns listade i Catalogue of Life.